# Ernie Austen
Ernie Austen, född 25 juli 1891, död 21 maj 1985, var en australisk friidrottare. Han deltog vid olympiska sommarspelen 1924.